# Noémi Tóth
Noémi Tóth (* 7. Juni 1976 in Szentes) ist eine ehemalige Wasserballspielerin. Als Ungarin gewann sie einmal Gold bei Weltmeisterschaften sowie je einmal Gold, Silber und Bronze bei Europameisterschaften. Als Italienerin erkämpfte sie eine olympische Goldmedaille, einmal Silber bei Weltmeisterschaften und einmal Gold bei Europameisterschaften.

## Karriere

### Ungarn
Noémi Tóth gehörte bereits bei der Europameisterschaft 1991 in Athen zur ungarischen Nationalmannschaft. Die Ungarinnen gewannen den Titel durch einen Finalsieg über die Niederländerinnen. Zwei Jahre später bei der Europameisterschaft 1993 in Sheffield unterlagen die Ungarinnen im Halbfinale den Niederländerinnen. Im Spiel um den dritten Platz siegten sie mit 8:7 gegen die Italienerinnen. 1994 bei der Weltmeisterschaft in Rom siegten die Ungarinnen im Halbfinale mit 7:5 gegen die gastgebenden Italienerinnen. Ebenfalls 7:5 endete das Finale gegen die Niederländerinnen. Bei der Europameisterschaft 1995 in Wien bezwangen die Ungarinnen im Halbfinale die Niederländerinnen mit 6:5, im Finale unterlagen sie den Italienerinnen mit 5:7. Anfang 1998 bei der Weltmeisterschaft in Perth belegten die Ungarinnen in der Vorrunde den zweiten Platz. Im Viertelfinale gegen die Australierinnen unterlagen sie mit 5:8 und wurden letztlich Siebte. Noémi Tóth warf in der Vorrunde vier Tore.

### Italien
Die 1,80 Meter große Centerverteidigerin spielte dann als Profi in Italien und beantragte die italienische Staatsbürgerschaft. 2003 nahm sie mit der italienischen Nationalmannschaft an der Europameisterschaft 2003 in Slowenien teil. Dort siegten die Italienerinnen im Halbfinale mit 7:5 gegen die Niederländerinnen. Das Endspiel entschieden die Italienerinnen mit 6:5 gegen die Ungarinnen. Einen Monat später wurde die Weltmeisterschaft 2003 in Barcelona ausgetragen. Nach einem 5:2 im Halbfinale gegen die Kanadierinnen verloren die Italienerinnen das Finale mit 6:8 gegen die Mannschaft aus den Vereinigten Staaten. 2004 beim olympischen Wasserballturnier in Athen unterlagen die Italienerinnen in der Vorrunde den Australierinnen mit 5:6 und trafen dann im Viertelfinale auf die Ungarinnen, die Dritten der anderen Vorrundengruppe. Nach dem 8:5-Sieg folgte im Halbfinale ein 6:5 gegen die Weltmeisterinnen aus den Vereinigten Staaten. Im Finale bezwangen die Italienerinnen die Griechinnen erst nach Verlängerung mit 10:9. Tóth warf ihr einziges Tor im Vorrundenspiel gegen Kasachstan, war aber in allen Spielen dabei.